# 林弘子
林弘子（はやし ひろこ、1958年 - 2010年7月25日）は、日本の料理研究家。
天然酵母のパンをはじめ、普通の家庭で作れる発酵食品を紹介し普及を図った。本人の自称は「あぶれもののすきま産業料理を実戦する肉体派料理人。兼、文筆家。」

## 略歴
北海道ニセコ生まれ。妊娠の際、つわりの時に口にできたのが天然酵母のパンだったことから有機食品に関心を持つ。
1981年、国産有機農産物を使った製菓製パン業「麻衣くっきい」を設立。発酵に興味を持ち、自宅で実験的に身近な発酵食品を作るうちに、「小麦粉だけで作る天然酵母」を開発する。この手法は発酵パンの元祖である古代エジプトでの作り方に近い。
国分寺に居住し、地元の野菜や卵を愛用した。自宅でパン教室を開催し、多数の生徒に「いのちの根っこ」の食べものづくりを教えた。パン作りは発酵食品の入口と位置付け、味噌や梅干など、伝統食品の効用を重視し、若い世代への継承を願った。「スローな手作り調味料」（晶文社）はワンルームに住む自身の娘が、無理なく作れるように指導する気持ちで書かれた食生活指南である。
2010年7月25日に急逝。直前まで書き綴られていたブログ（「林弘庵その日暮らし 月の庵から」）では誤字がひどくなっており、「目がよく見えない」との記述も見られた。6年近く続けられたブログは死後2年近く維持されたが、2012年6月ごろに停止された。
2013年1月、独自ドメインのもとブログが再公開された。

## 主な著書
- 野菜たっぷり旬のお菓子（農山漁村文化協会、1996年）
- 国産小麦のお菓子とパン（農山漁村文化協会、1996年）
- 果物たっぷり旬のお菓子（農山漁村文化協会、1996年）
- 穀物をもっと楽しもう（晶文社、1998年）
- スローな手づくり調味料（晶文社、2005年）
- 水と小麦だけのパン種でつくる酵母パン（アスペクト、2008年）
- 酵母でつくる焼き菓子レシピ（農山漁村文化協会、2009年）
- 小さな酵母パン教室へようこそ（自然食通信社、2007年）

ほか